# Luis Sinisterra
Luis Fernando Sinisterra Lucumí (ur. 17 czerwca 1999 w Santander de Quilichao) – kolumbijski piłkarz występujący na pozycji skrzydłowego w angielskim klubie A.F.C. Bournemouth, do którego jest wypożyczony z Leeds United oraz w reprezentacji Kolumbii.

## Kariera klubowa

### Once Caldas
W 2016 roku przeszedł do drużyny Once Caldas. Zadebiutował 19 marca 2016 w meczu Categoría Primera A przeciwko Deportivo Pasto (1:0). Pierwszą bramkę zdobył 11 kwietnia 2017 w meczu Copa Colombia przeciwko Envigado FC (4:2). Pierwszą bramkę w lidze zdobył 13 maja 2017 w meczu przeciwko Atlético Huila (2:1).

### Feyenoord
8 lipca 2018 podpisał trzyletni kontrakt z klubem Feyenoord. Zadebiutował 12 sierpnia 2018 w meczu Eredivisie przeciwko De Graafschap (2:0). Pierwszą bramkę zdobył 8 sierpnia 2019 w meczu kwalifikacji do Ligi Europy przeciwko Dinamo Tbilisi (4:0). 19 września 2019 zadebiutował w fazie grupowej Ligi Europy w meczu przeciwko Rangers (1:0). Pierwszą bramkę w lidze zdobył 29 września 2019 w meczu przeciwko FC Twente (5:1). 12 listopada 2020 przedłużył kontrakt z klubem o dwa lata.

### Leeds
7 lipca 2022 przeszedł do Leeds United za ok. 25 milionów euro, podpisując 5-letni kontrakt z klubem.

## Kariera reprezentacyjna

### Kolumbia U-20
29 kwietnia 2019 otrzymał powołanie do reprezentacji Kolumbii U-20 na Mistrzostwa Świata U-20 2019. Zadebiutował 23 maja 2019 w meczu fazy grupowej Mistrzostw Świata U-20 2019 przeciwko reprezentacji Polski U-20 (0:2). Pierwszą bramkę zdobył 29 maja 2019 w meczu fazy grupowej Mistrzostw Świata U-20 2019 przeciwko reprezentacji Tahiti U-20 (6:0).

### Kolumbia
W 2019 roku otrzymał powołanie do reprezentacji Kolumbii. Zadebiutował 15 października 2019 w meczu towarzyskim przeciwko reprezentacji Algierii (3:0).

## Statystyki

### Klubowe
(aktualne na dzień 16 czerwca 2021)
| Klub               | Sezon              | Liga                | Liga  | Liga   | Puchar kraju | Puchar kraju | Europa | Europa | Suma  | Suma   |
| Klub               | Sezon              | Liga                | Mecze | Bramki | Mecze        | Bramki       | Mecze  | Bramki | Mecze | Bramki |
| ------------------ | ------------------ | ------------------- | ----- | ------ | ------------ | ------------ | ------ | ------ | ----- | ------ |
| Once Caldas        | 2016               | Categoría Primera A | 2     | 0      | 0            | 0            | –      | –      | 2     | 0      |
| Once Caldas        | 2017               | Categoría Primera A | 22    | 1      | 4            | 1            | –      | –      | 26    | 2      |
| Once Caldas        | 2018               | Categoría Primera A | 19    | 4      | 0            | 0            | –      | –      | 19    | 4      |
| Once Caldas        | Ogólnie            | Ogólnie             | 43    | 5      | 4            | 1            | 0      | 0      | 47    | 6      |
| Feyenoord          | 2018/19            | Eredivisie          | 5     | 0      | 2            | 0            | 0      | 0      | 7     | 0      |
| Feyenoord          | 2019/20            | Eredivisie          | 21    | 5      | 3            | 0            | 8      | 2      | 32    | 7      |
| Feyenoord          | 2020/21            | Eredivisie          | 22    | 4      | 2            | 1            | 1      | 0      | 25    | 5      |
| Feyenoord          | Ogólnie            | Ogólnie             | 48    | 9      | 7            | 1            | 9      | 2      | 64    | 12     |
| Ogólnie w karierze | Ogólnie w karierze | Ogólnie w karierze  | 91    | 14     | 11           | 2            | 9      | 2      | 111   | 18     |

### Reprezentacyjne
(aktualne na dzień 16 czerwca 2021)
| Reprezentacja | Rok     | Mecze | Bramki |
| ------------- | ------- | ----- | ------ |
| Kolumbia U-20 |         |       |        |
| 2019          | 5       | 2     |        |
| Ogólnie       | Ogólnie | 5     | 2      |
| Kolumbia      |         |       |        |
| 2019          | 1       | 0     |        |
| Ogólnie       | Ogólnie | 1     | 0      |

| Mecze i gole w reprezentacji | Mecze i gole w reprezentacji | Mecze i gole w reprezentacji | Mecze i gole w reprezentacji | Mecze i gole w reprezentacji | Mecze i gole w reprezentacji | Mecze i gole w reprezentacji | Mecze i gole w reprezentacji |
| Kolumbia U-20                | Kolumbia U-20                | Kolumbia U-20                | Kolumbia U-20                | Kolumbia U-20                | Kolumbia U-20                | Kolumbia U-20                | Kolumbia U-20                |
| Lp.                          | Data                         | Miejsce                      | Gospodarz                    | Gość                         | Wynik                        | Gol                          | Rozgrywki                    |
| ---------------------------- | ---------------------------- | ---------------------------- | ---------------------------- | ---------------------------- | ---------------------------- | ---------------------------- | ---------------------------- |
| 1.                           | 23.05.2019                   | Łódź                         | Polska U-20                  | Kolumbia U-20                | 0:2                          |                              | MŚ U-20 2019                 |
| 2.                           | 26.05.2019                   | Lublin                       | Senegal U-20                 | Kolumbia U-20                | 2:0                          |                              | MŚ U-20 2019                 |
| 3.                           | 29.05.2019                   | Lublin                       | Kolumbia U-20                | Tahiti U-20                  | 6:0                          | Gol · Gol                    | MŚ U-20 2019                 |
| 4.                           | 02.06.2019                   | Łódź                         | Kolumbia U-20                | Nowa Zelandia U-20           | 1:1 k. 5:4                   |                              | MŚ U-20 2019                 |
| 5.                           | 07.06.2019                   | Łódź                         | Kolumbia U-20                | Ukraina U-20                 | 0:1                          |                              | MŚ U-20 2019                 |
| Kolumbia                     |                              |                              |                              |                              |                              |                              |                              |
| Lp.                          | Data                         | Miejsce                      | Gospodarz                    | Gość                         | Wynik                        | Gol                          | Rozgrywki                    |
| 1.                           | 15.10.2019                   | Villeneuve-d’Ascq            | Algieria                     | Kolumbia                     | 3:0                          |                              | Mecz towarzyski              |